# NGC 212
NGC 212 es una galaxia lenticular localizada en la constelación de Fénix.